# Liu Taigong
Liu Taigong (Chinois simplifié : 刘太公 ; chinois traditionnel : 劉太公 ; pinyin : Liú Tàigōng ; littéralement personne aînée appelée Liu) (? - 197 av. J.-C.), était le père de Liu Bang, l'empereur fondateur de la dynastie Han, qui a duré pendant plus de 400 ans. Il a reçu le titre de Taishang Huang (Empereur Retiré) après que Liu Bang se fut auto-proclamé empereur. Il est mort au palais royal de Xiang Yang en 197 av. J.-C.
Son nom n'est pas clair. Quelques sources historiques indique que son nom est Liu Zhijia (Chinois simplifié : 刘执嘉 ; chinois traditionnel : 劉執嘉), bien que ce nom ait été probablement choisi après que Liu Bang est devenu empereur. 